# Офрвил Брасеј
Офрвил Брасеј (фр. Auffreville-Brasseuil) насеље је и општина у северном делу централне Француске у региону Париски регион, у департману Ивлен која припада префектури Мант ла Жоли.
По подацима из 2011. године у општини је живело 595 становника, а густина насељености је износила 251,05 становника/km². Општина се простире на површини од 2,37 km². Налази се на средњој надморској висини од 32 метара (максималној 127 m, а минималној 24 m).

## Демографија
| 1962. | 1968. | 1975. | 1982. | 1990. | 1999. | 2011. |
| ----- | ----- | ----- | ----- | ----- | ----- | ----- |
| 326   | 338   | 445   | 454   | 560   | 586   | 595   |

График промене броја становника у току последњих година